# Apodacra oxiana
Apodacra oxiana är en tvåvingeart som beskrevs av Boris Borisovitsch Rohdendorf 1930. Apodacra oxiana ingår i släktet Apodacra och familjen köttflugor.
Artens utbredningsområde är Uzbekistan. Inga underarter finns listade i Catalogue of Life.